# 존 웨슬리
존 웨슬리(John Wesley, 1703년 6월 17일(율리우스력)/6월 28일(그레고리력) ~ 1791년 3월 2일)는 영국 개신교계에서 감리교 운동을 시작한 인물로, 영국과 미국의 감리교 창시자다. 현재는 웨슬리주의(감리회 사상)를 형성할 정도로 신학적인 지평을 형성하였다.
영국국교회(Church of England)에서 안수를 받았으며 신학자이며 사회운동가이다. 또한 웨슬리의 사역과 저술은 감리교의 활동뿐만 아니라 19세기 성결 운동과 구세군 활동 및 20세기 오순절 운동, 기독교 사회복지 운동에 큰 영향을 끼쳤다.

## 요약

#### 신학공부와 목회활동
차터하우스 학교와 옥스퍼드 대학교에서 공부한 존 웨슬리는 옥스퍼드 링컨 칼리지의 교수(fellow)가 되었으며, 1725년에는 부제/집사목사가, 1728년에는 사제/장로목사가 되었다. 잉글랜드국교회인 잉글랜드 성공회 사제였던 아버지 새뮤얼 웨슬리의 교구에서 사제로 사역한 후 1729년 옥스퍼드로 돌아와 신성회(Holy Club)를 지도하였다. 신성회는 신학 공부와 그리스도인으로서의 경건을 연마하기 위한 모임이었으며, 동생 찰스 웨슬리가 처음 시작하여 조지 휫필드도 가입하였고, 존 웨슬리도 가입한 후 모임을 지도하게 되었다. 존 웨슬리는 동생 찰스 웨슬리와 함께 아메리카 식민지 조지아로 건너가 2년 동안 선교를 했지만 실패했고, 다시 영국으로 돌아왔다. 영국으로 돌아온 후 웨슬리는 아메리카로 건너가는 동안 만났던 모라비아 교도들과 교류하였다. 이후 독일을 방문해 모라비안 교회와 독일 경건주의 교회들을 돌아보기도 했다. 1738년 5월 24일, 웨슬리는 복음적 회심을 경험하였다. 웨슬리는 이날의 일기에 "마음이 이상하게 뜨거워지는 것을 느꼈다"라고 기록하였다. 이즈음 웨슬리는 모라비아 교도들과 결별하고 스스로의 사역을 시작하였다.

#### 전도여행과 사회개혁
웨슬리의 사역은 조지 휫필드처럼 교회라는 울타리 밖으로 나가는 사역이었다. 하지만 휫필드가 예정론의 칼빈주의적 감리교를 지향했던 것과 달리 웨슬리는 자유의지론을 바탕으로 하여 아르미니우스주의와 가까운 입장을 지니고 있었다. 브리튼섬 전역과 아일랜드를 다니면서 웨슬리는 자신이 가는 곳마다 소모임인 속회를 조직하여 소모임 안에서 신자들이 훈련 받고 양육 받을 수 있게끔 했다. 더욱 주목할 만한 것은, 웨슬리가 평신도 설교자를 세워 자신처럼 나라 곳곳을 다니며 선교하게 했다는 사실이다. 웨슬리의 지도 아래, 감리교도들은 교도소 개혁과 노예해방 등 당시 사회적으로 중요한 이슈를 이끌고 개혁하였다.

### 신학사상
웨슬리는 비록 조직신학자는 아니었지만 신학적으로 '그리스도인의 완전'에 대해 주장하였고, 칼빈주의의 이중예정론에 맞섰다. 웨슬리는 그리스도인 내면에 하나님의 사랑이 깊게 자리한다면, 이를 바깥으로 표출하여 사회적 성화를 이루어야 한다고 역설하였다. 웨슬리의 신학은 공교회주의를 바탕으로 하나님의 은혜가 가시적으로 표현되는 수단인 성례전과 예전을 존중하는 성공회 고교회주의(High church,Anglo-catholic)와 개인의 종교경험을 존중하는 복음주의가 균형 있게 조화를 이루고 있었다. 웨슬리는 은총의 수단(means of grace)을 통해 신자들이 변화할 수 있고, 예수 그리스도를 인격적으로 경험할 수 있음을 역설하였다.

### 감리교와 잉글랜드 성공회
전생애를 통틀어 웨슬리는 잉글랜드 성공회 성직을 유지하였고, 영국에서 감리교 운동은 단지 침체된 영국성공회를 개혁하는 내부의 신앙 운동이라 하였으나, 미국 감리교회에서 목사를 안수할 감독을 웨슬리가 파송하며 미국에서는 분리적 태도를 취했다. 웨슬리 사후 영국 감리교는 미국 감리교회처럼 영국 성공회로부터 독립하여 자체적인 교단을 형성하였으며, 감리교로부터 사회운동을 강조하는 구세군, 성결교, 오순절 운동 등이 생겨났다. 즉 당시 영국 사회와 교회사에 끼친 웨슬리의 영향은 지대하였다. 그래서 웨슬리는 "영국에서 제일 사랑받는 사람"이라고 흔히 묘사되곤 한다.

## 생애

### 어린 시절

#### 성공회 사제의 자녀
존 웨슬리는 엡워스(Epworth)에서 태어났다. 엡워스는 링컨에서 서북쪽으로 37킬로미터 정도 떨어진 작은 시골 마을이었다. 웨슬리는 새뮤얼 웨슬리(Samuel Wesley)와 수재너 웨슬리(Susanna Wesley)의 열아홉 자녀 중 15번째였다. 새뮤얼 웨슬리는 옥스퍼드 대학교를 졸업한 영국성공회 사제이자 시인이었으며, 1696년부터 엡워스의 성공회 사제가 되어 목회하고 있었다. 새뮤얼 웨슬리는 1689년 개신교 목사인 새뮤얼 아네슬리(Samuel Annesley)의 25번째 딸인 수재너와 결혼하였다. 새뮤얼과 수재너는 총 열아홉 명의 자녀를 낳았지만 이 중 여섯 명만이 성인이 될 때까지 살아남았다. 새뮤얼과 수재너는 모두 개신교 목사의 자녀였지만 젊은 시절 잉글랜드 성공회로 전향한 공통점을 가지고 있었다.

#### 부모님께 학문을 익히다.
당시 대부분 가정에서 그랬던 것처럼 웨슬리의 부모도 자녀들을 일찍부터 교육시켰다. 딸들을 포함하여 모든 아이들은 걸음마와 말을 배우자마자 글을 읽는 법을 배웠다. 근대 서양 중간계급 가정에서는 가정교사나 부모가 자녀들을 가르쳤는데(나이팅게일도 부친이 따님들인 플로렌스와 나이팅게일에게 학문을 가르쳤음)지식인인 수재너 사모는 라틴어와 그리스어, 불어에 능통하였고, 존 웨슬리와 형제들은 어린 시절부터 원어인 그리스어로 신약성서를 읽으며 생생하게 하나님의 말씀인 성서의 가르침을 새겼다. 존 웨슬리도 어머니처럼 지식인이어서 옥스퍼드대학교에서 신학공부를 할 때부터 신학, 문학, 음악에 모두 밝았다. 즉, 성직자가 되어 하나님의 일을 하려는 사람은 실력을 쌓는 일부터 해나가야 함을 보여주는 예라고 생각된다.

#### 엄격하고 자상한 가정교육
존 웨슬리와 그의 형제들에게 지대한 영향을 끼친 것은 새뮤얼보다 수재너 웨슬리였다. 수재너는 점심 식사와 저녁 기도 시간 전에 아이들을 불러 배운 것을 잘 익혔는지 점검해 보았다. 수재너는 아이들이 반찬 투정을 하지 못하게 했고, 무분별하게 간식 먹는 것도 엄격히 금했다. 이를 어길시에는 어김 없이 회초리를 들었다. 회초리를 맞고 나서 큰 소리로 우는 것도 금했다. 수재너는 어린 시절부터 아이들의 의지를 정복하는 것이 올바른 신앙 형성을 위해 불가피한 것이라고 보았다. 아이들을 엄격히 가르치면서, 수재너는 아이들 한 명씩 밤에 따로 시간을 내어 만나 고민을 듣고 대화하였다. 존 웨슬리는 목요일 밤마다 어머니와 만났으며, 성장한 후에도 평생 목요일 밤 시간을 그리워하였다.

#### 화재

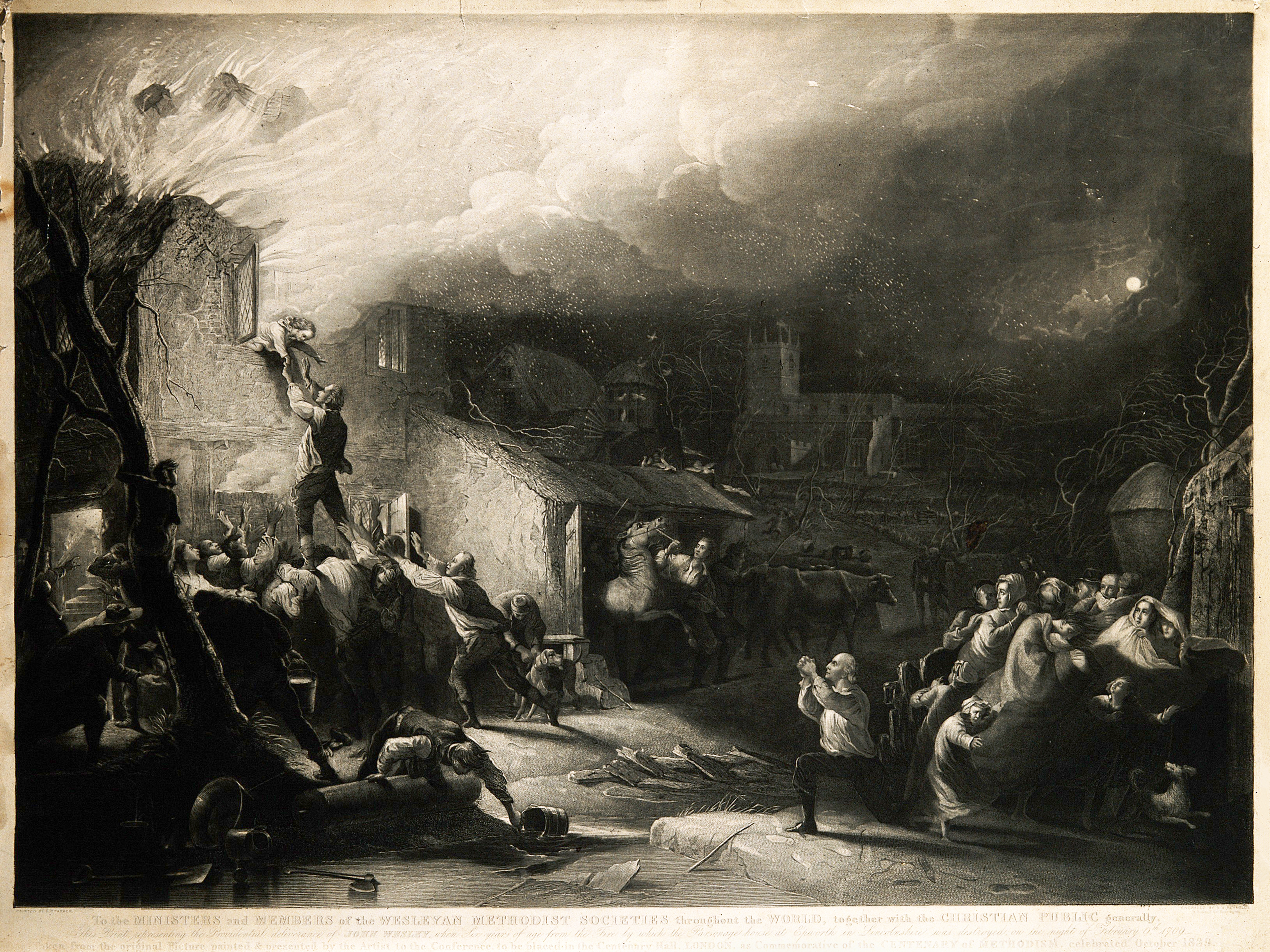
1709년 2월 9일 사제관 화재에서 구출되는 어린 존 웨슬리. 새뮤얼 윌리엄 레이놀즈 작.

존 웨슬리의 어린 시절 중 가장 특기할 만한 사건은 1709년 2월 9일 사제관에서 일어난 화재일 것이다. 당시 웨슬리는 다섯 살이었다. 다른 가족들이 화재를 보고 피신한 것과 달리 웨슬리는 늦게까지 화재를 인지하지 못하다가 뒤늦게 불이 난 사실을 알고 간신히 창가에 올라가 도움을 요청하였다. 아들이 두려움에 떨며 울부짖는 모습을 보고 새뮤얼 웨슬리는 아들을 구하려고 노력했으나 화재가 심해 구하기가 쉽지 않았다. 결국 새뮤얼은 어쩔 수 없다 생각하여 아이의 영혼을 위해 기도하였다. 그 찰나에 같이 불을 끄던 주민들 중 한 사람이 다른 사람의 어깨를 딛고 올라가 웨슬리를 구했고, 웨슬리가 구조되자마자 지붕이 무너져 내렸다. 지붕이 무너지던 찰나 구조된 웨슬리를 보고 수재너는 웨슬리에게 하나님의 특별한 섭리가 있을 것이라고 생각하였다. 수재너는 스가랴 3장 2절을 인용하며 웨슬리를 "불에서 꺼낸 그슬린 나무토막"이라고 불렀고, 웨슬리 자신도 이 별명을 즐겨 사용하였다.

#### 학교공부
열한 살이 된 1714년, 웨슬리는 런던에 있는 차터하우스 학교(Charterhous School)에 입학하였다. 차터하우스에서의 생활은 결코 풍족하고 행복한 것은 아니었지만 웨슬리는 집에서 그랬던 것과 같이 엄격하고 규칙적인 생활을 견뎌내었다. 차터하우스에서 6년 간 수학한 후, 1720년 웨슬리는 옥스퍼드 대학 크라이스트처치 칼리지에 입학하였다.

### 옥스퍼드재학 시절과 성공회 성직서품

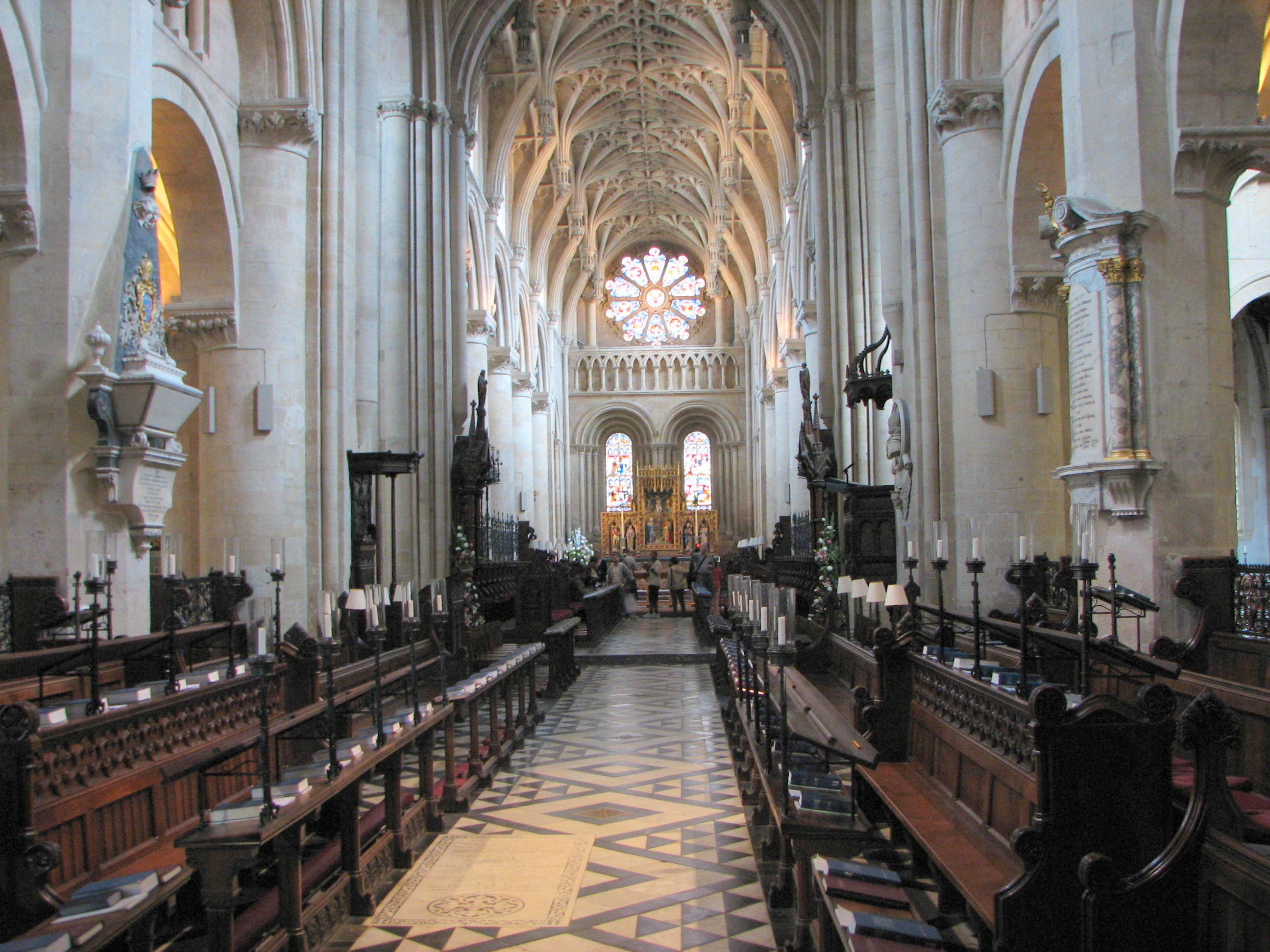
웨슬리가 수학하고 성공회 사제 서품을 받은 크라이스트처치 내부.

1720년 옥스퍼드 대학교 크라이스트처치 칼리지에 입학한 존 웨슬리는 1724년, 문학사(B.A.) 학위를 땄고, 대학원에 진학하여 문학석사(M.A.) 학위 취득을 위해 계속 공부하였다. 웨슬리는 1725년 9월 19일 옥스퍼드의 주교 존 포터(J. Potter)의 서품성사 집전으로 부제(deacon)로 서품받았다. 부제서품받을 즈음 웨슬리는 토마스 아 켐피스의 《그리스도를 본받아》와 제러미 테일러의 《거룩한 삶과 거룩한 죽음(Rules and Exercises for Holy Living and Holy Dying)》이라는 글을 읽고 깊은 감명을 받았다. 웨슬리는 이 책을 통해 참된 신앙은 먼저 마음 속에 뿌리 내리고 자라서 모든 생각과 말과 행동에까지 미치게 하는 것이라는 사실을 확인하게 되었다.
1726년 3월 17일, 웨슬리는 옥스퍼드 링컨 칼리지의 연구교수(fellow)가 되었다. 연구교수가 된 웨슬리는 학교 안에 연구실을 얻을 수 있었고 1751년 결혼할 때까지 해마다 18파운드에서 최고 80파운드까지, 평균 약 30파운드의 임금을 받을 수 있었다. 웨슬리는 연구를 계속하면서 학교에서 고전 문학과 논리학, 그리스어와 신약성서, 고전 문학과 철학을 가르쳤으며 이외에도 학생들의 개인 지도를 하였다. 웨슬리는 1728년 9월 22일에 성공회 부제서품 때와 마찬가지로 존 포터에게 성공회 사제(elder; priest)로 서품받았고, 1735년 조지아로 떠날 때까지 연구교수로서 연구와 강의를 성실히 수행했다.

### 신성회(Holy Club)
존 웨슬리가 아버지의 교구 목회를 도우러 고향에 내려 가 있는 동안, 1726년 존 웨슬리의 동생 찰스 웨슬리가 옥스퍼드 크라이스처치 칼리지에 입학하였다. 찰스는 입학 초기에는 경건하게 생활하지 않았었으나, 형 존과 어머니 수재너의 조언과 격려로 자신의 게으름을 반성하고 영적 생활을 새롭게 하려고 마음 먹었다. 결심 후에 찰스는 매주일 성찬을 받으며 매일 규칙적으로 개인 기도를 하면서 경건생활에 매진하기 시작했다. 찰스는 두 명의 친구(윌리엄 몰간과 로버트 커크함)와 함께 작은 모임을 하나 만들었는데 성경 공부와 경건 서적을 읽고 대화하기 위한 모임이었다. 1729년 11월 말 경에 웨슬리가 옥스퍼드에 돌아왔고, 웨슬리는 동생 찰스의 고전 연구를 지도하는 동시에 신앙 생활의 증진을 돕게 되었다. 웨슬리도 찰스가 시작한 모임에 참여하였고 자연스럽게 그 모임의 지도자가 되었다. 이것이 신성회(Holy Club)의 시작이었다.

#### 기도와 독서
신성회는 매일 여섯시부터 아홉시까지 기도하고, 시편과 그리스어 신약성서를 읽기 위해 모였다. 이들이 보았던 책은 주로 초대 교회와 중세기 성자들의 신비주의와 종교개혁 시대와 당대의 경건한 사람들의 작품이었다. 그리고 당시 영국 성공회에서 1년에 3번 정도 성찬을 받아도 된다고 권고한 것과 달리, 신성회 회원들은 말씀예전과 성찬예전이 균형을 이룬 초대교회 예전에 따라 매주일 성찬을 받았다. 이들은 초대 교회의 전통을 따라 수요일과 금요일에 금식하였다. 1730년 8월부터 신성회 회원들은 감옥에 있는 죄수들을 규칙적으로 방문하고 전도하는 사회선교를 시작하였다. 윌리엄 모건의 제안으로 시작된 이 일은 후에 신성회의 사역 중 중요한 일로 정착하였다. 당시 감옥은 지옥을 방불케 할 정도로 여건이 극도로 나빴으며, 신성회는 이러한 사정을 고려하여 먹을 것과 입을 것, 겨울에는 석탄이나 나무를 갖다 주는 한편 심지어 빚을 못 갚아 들어온 죄수들을 대신해 빚을 갚아주고 석방시키기까지 했다.1732년 웨슬리는 신성회 회원들이 사용할 《매일 기도집(A Collection of Forms of Prayer for everyday in the week)》을 썼는데, 이 기도집에는 주일부터 월요일까지 매일 아침기도와 저녁기도가 실려 있으며 "매일의 자기성찰 일람표(A Scheme of Self-examination)"가 포함되어 있었다. 신성회는 웨슬리가 정한 규칙과 기도집을 엄격히 지켰다.
이렇게 신성회는 지나칠 정도로 규칙적이면서도 매우 열정적으로 경건 생활에 매달렸기 때문에 주변으로부터 많은 질시와 조소를 당했다. 그래서 얻은 별명이 바로 메소디스트(methodist)라는 이름이었다. 웨슬리 본인에 따르면 이 호칭은 네로 황제 시절 로마에서 활발히 활동했던 의사 집단에서 유래하였다. 그 당시 의사들은 규칙적인 식이 요법을 통해 모든 질병을 고칠 수 있다고 생각했다. 메소디스트란 바로 이 의사 집단을 일컫는 말이었다. 이외에도 신성회는 "성경 벌레(Bible Moths)", "공로주의자들(Supererogation Men)", "성례전주의자들(Sacramentarians)", "초대 교회(Primitive Church)", "열광주의자들(Enthusiasts)"이라는 별명으로 불렸다.
이와 같은 옥스퍼드에서의 신성회 활동은 웨슬리가 회심 이후 본격적으로 시작하게 되는 감리교회 운동의 시초였다.

### 조지아 선교와 실패
1735년, 웨슬리는 당시 영국의 식민지 중 하나였던 아메리카 조지아 서배너(Savannah)에 선교하기로 하였다. 1734년 말 아버지 새뮤얼 웨슬리 사제가 별세하였고, 별세하기 직전 완성한 욥기 주석서를 캐롤라인 왕비에게 전해달라고 존에게 요청하였다. 웨슬리는 아버지의 유언에 따라 주석서를 왕비에게 전해주었다. 책을 전해주고 오는 길에 웨슬리는 옥스퍼드 코퍼스 크리스티 칼리지(Corpus Christi College)의 존 버턴(John Burton) 사제를 만났다. 버턴은 웨슬리에게 조지아로 가서 선교해 줄 것을 요청하였다. 버턴은 웨슬리에게 조지아 식민지를 개척한 제임스 오글소프(James Oglethorpe)를 소개시켜 주기까지 했다. 제임스 오글소프는 웨슬리에게 식민지인들의 신앙생활을 돕는 선교사가 되어 달라고 간청하였다.
웨슬리는 고민하다가 고향 엡워스로 가서 어머니 수재너 웨슬리에게 조언을 요청하였다. 수재너 웨슬리는 조금도 지체하지 않고 오히려 감탄하며 이야기했다. "내게 스무 명의 아들이 있다면, 다 그렇게 쓰임 받았으면 좋겠구나." 웨슬리는 마침내 선교사가 되기로 결심하고 1735년 10월 10일, 버턴에게 선교사가 되기로 결정했다는 편지를 보냈다.

#### 모라비안 공동체와 만나다

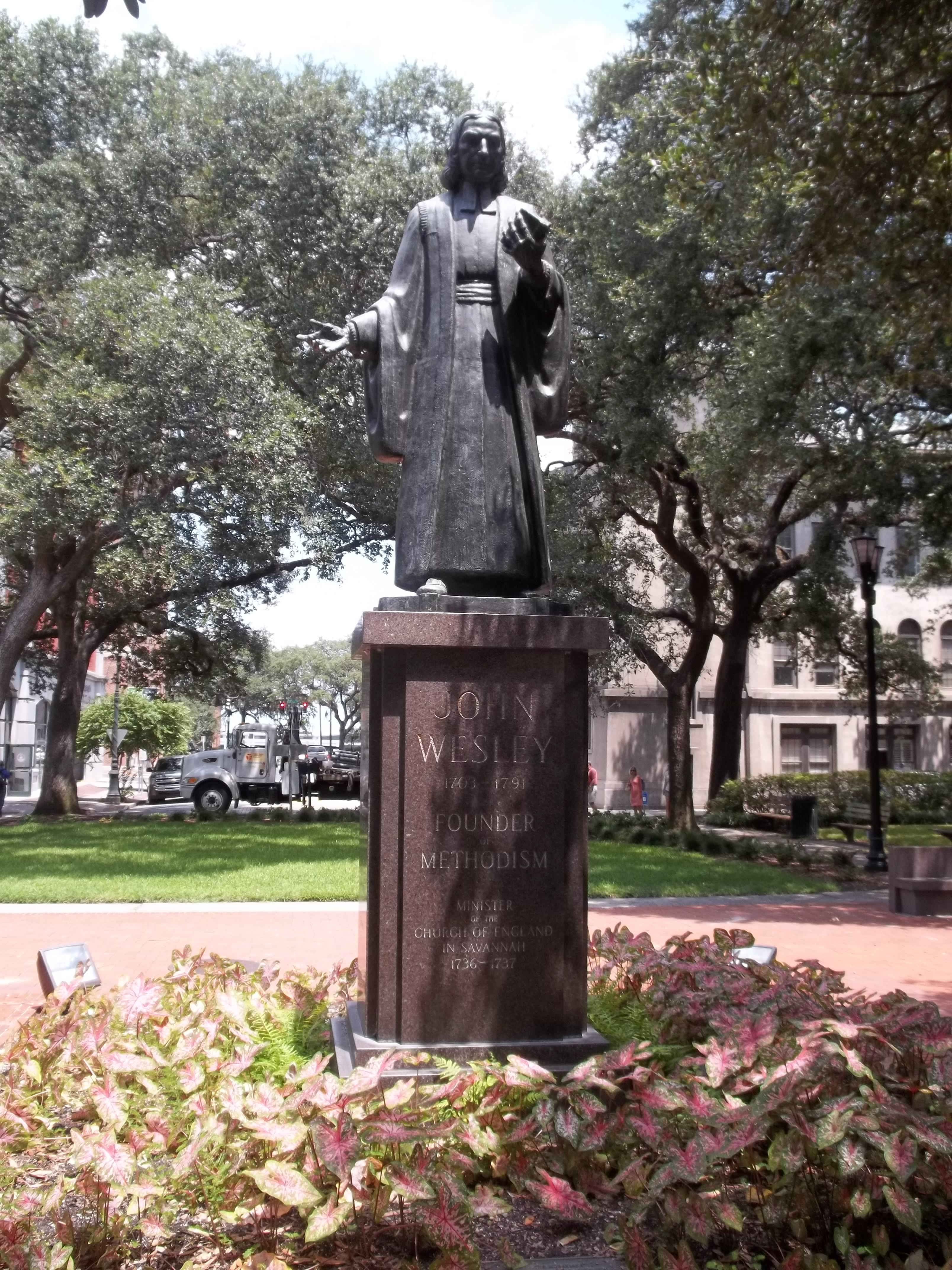
미국 조지아주 서배너에 있는 웨슬리 동상

같은 해 10월 14일, 웨슬리는 갓 성공회 사제서품을 받은 동생 찰스 웨슬리와 함께 그레이브젠드(Gravesend)로 갔다. 이날 동행하는 사람들 중에는 옥스퍼드 퀸즈 칼리지의 벤저민 잉햄(Bejamin Ingham)과 런던 상인의 아들 찰스 델라모트(Charles Delamotte)가 있었다. 이 네 사람은 데이비드 니치먼(David Nitschmann) 주교의 인솔 하에 시몬즈(Simmonds) 호에 올랐다. 이때 같이 배에 탄 이들 중에는 독일 헤른후트 노동공동체에서 온 개신교 신도들인 모라비안 26명도 있었다.
장장 4개월 23일 간 계속된 항해에서 시몬즈 호는 몇 번이나 전복될 뻔 하였다. 바닷물이 객실 창을 부수고 돛대까지 부러뜨릴 정도였다. 위기의 순간 웨슬리를 포함한 영국인들은 죽음의 공포 속에 두려움에 떨고 있었다. 하지만 모라비아 교도들은 죽음의 위기 속에서도 시편을 찬송하고 기도하였고, 침착한 모라비아 교도들의 모습은 웨슬리에게 깊은 인상을 남겼다. 웨슬리는 이들에게 "죽음이 두렵지 않습니까?"라고 물었고, 이들은 "두렵지 않았고 오히려 하나님께 감사했습니다."라고 고백하였다.
배는 우여곡절 끝에 1736년 2월 6일 조지아에 상륙하였다. 존 웨슬리는 서배너에, 찰스 웨슬리는 프레데리카에서 목회를 시작했다. 존 웨슬리는 조지아주의 두 번째 영국 성공회 사제로서 온 것이지만 조지아에는 아직 전임인 새뮤얼 퀸시(Samuel Quincy)가 사제관에 그대로 남아 떠나지 않고 있었다. 때문에 웨슬리는 찰스 델라모트와 함께 모라비아 교도들이 쓰는 막사에 기거해야 했다. 2월 25일 두 사람은 이 독일인들과 함께 살기 시작했고, 덕분에 모라비아 교도들을 매일 보며 그들의 경건한 생활을 가까이에서 볼 수 있었다. 특히 웨슬리는 모라비아 교도의 지도자인 스팡겐베르크(August Spangenberg)와 깊은 교제를 나누면서 많은 영향을 받았다.
스팡겐베르크와 웨슬리가 나눈 대화는 유명하다. 어느 날 스팡겐베르크는 웨슬리에게 두 가지 질문을 던졌다. 첫째는 "당신 안에 증인을 갖고 있는가?"였고, 둘째는, "하나님의 성령이 당신이 하나님의 자녀임을 당신 영과 더불어 증언하고 있는가?"였다. 웨슬리는 느닷없는 질문에 제대로 답변을 못하고 있었고, 그때 다시 스팡겐베르크가 질문을 던졌다. "당신은 예수 그리스도를 아십니까?" 웨슬리는 잠시 머뭇 거리다가 이렇게 대답했다. "저는 그분이 이 세상의 구주이심을 압니다." 스팡겐베르크는 재차 질문을 던졌다. "바로 그분이 당신을 구원하셨다는 것을 알고 계십니까?" 웨슬리는 이렇게 대답했다. "그분이 저를 구원하기 위해 죽으셨기를 바랍니다."
웨슬리는 이 날의 대화에서 큰 충격을 받았고, 자신의 일기에 그저 "의미 없이 내맽었다"라고 적었다. 웨슬리는 이 대화를 통해 자신이 하나님의 자녀라는 확신을 갖고 있지 못했다는 것을 깨달았으며, 스팡겐베르크와 모라비아 교도들이 보였던 믿음의 확신에 감탄하였다. 웨슬리는 자연스레 모라비아 교도와 스팡겐베르크에 끌리게 되었으며 믿음의 확신을 얻기까지 계속 교제를 나누었다.

#### 미국사람들과의 갈등

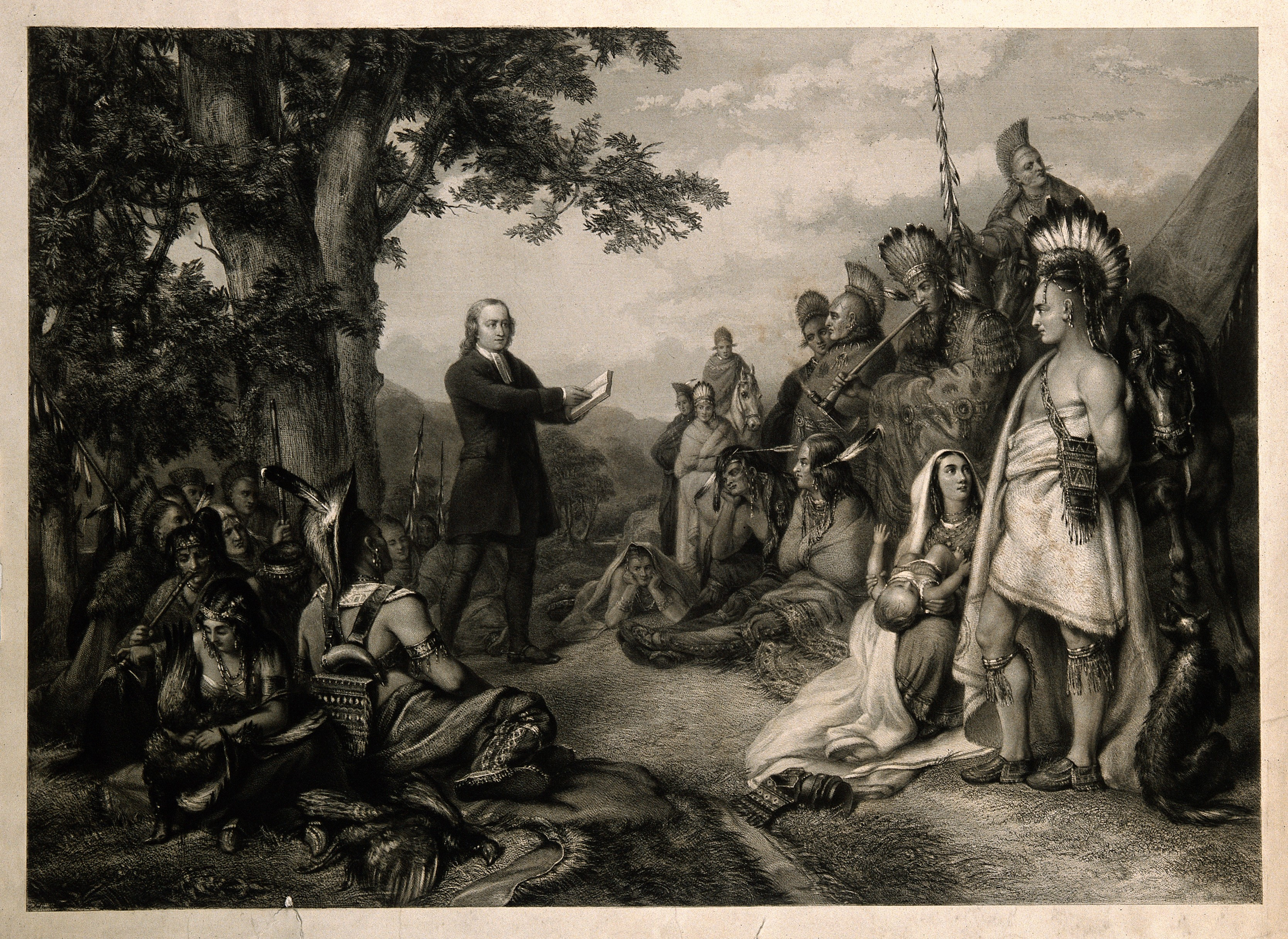
아메리카 원주민들에게 설교하는 웨슬리

서배너에서 시작한 웨슬리의 목회는 시작은 꽤 순조로웠으나 곧 난항을 겪었다. 이유는 웨슬리의 보수적인 목회 스타일 때문이었다. 웨슬리는 비국교도의 자녀들에게 세례를 다시 베풀었으며, 세례 시에는 물에 세 번 잠기게 하는 것을 고집하였다. 웨슬리는 비국교도를 엄격히 차별하여 비국교도가 사망했을 때 장례식 집례를 거부하였다. 또 웨슬리는 조지아로 떠나면서 인디언이야말로 죄에 때묻지 않은 창조 본연의 사람들이라고 생각하고 인디언 선교에 큰 꿈을 품었었지만 인디언 선교도 쉽지 않았다. 찰스 웨슬리도 형 존 웨슬리와 마찬가지로 난항을 겪었는데, 찰스가 겪은 것은 주로 식민지 주민들의 악의적인 협박과 행동이었다. 찰스 웨슬리는 이와 같은 악의적인 행동에 시달리다가 1736년 8월, 6개월 만에 식민지 활동을 청산하고 영국으로 되돌아왔다. 동생 찰스가 떠나자 웨슬리는 목회의 공백을 메우기 위해 프레데리카에 정기적으로 들르기 시작했다. 웨슬리가 부재하는 동안 서배너에서는 앞서 조직한 소모임을 통해 교인들이 서로의 신앙생활을 독려할 수 있게 하였다. 그러나 서배너보다 프레데리카의 상황은 더욱 나빴고, 1737년 1월 26일을 마지막으로, 웨슬리는 프레데리카의 사역을 접을 수밖에 없었다. 서배너 식민지 사람들은 프레데리카와 달리 신앙에 열심이 있었으나, 지나치게 보수적이고 엄격한 웨슬리의 스타일로 마찰을 빚었다. 그러나 아메리카 식민지에서의 선교는 다른 쪽으로부터 먹구름이 드리우기 시작했다.

#### 소피아와의 갈등
아직 독신이었던 웨슬리에게 조지아 주지사 오글소프는 치안장관 토머스 코스턴(Thomas Causton)의 조카 소피아 홉키(Sophia Hopkey)를 1736년에 소개시켜 준 적이 있었다. 소피아의 나이는 겨우 18살이었지만 아름답고 신앙적으로 신실한 여자였다. 웨슬리와 소피아는 곧 사랑에 빠졌지만 웨슬리는 자신의 금욕적이고 보수적인 경건생활과 사랑 사이에 갈등하기 시작했다. 웨슬리는 스킨십을 악한 것이라 생각하여 하지 않기로 결단하면서도 막상 소피아와 만나게 되면 스킨십을 하게 되었다. 이렇게 갈팡질팡해 하는 웨슬리를 소피아는 굳게 붙잡을 수 없었고, 1736년 3월 9일 웨슬리에게 마지막 통보를 하였다. 결혼할 마음이 없다면 자신에게 청혼한 윌리엄슨과 결혼하겠다는 말이었다. 웨슬리가 고민하는 사이 소피아는 결국 3월 12일 윌리엄슨과 결혼식을 올렸다.
소피아가 결혼하자 웨슬리의 마음은 질투와 미움으로 가득 차게 되었다. 웨슬리는 소피아의 신앙생활에 흠이 있음을 계속 지적하기 시작했고 결정적으로 8월 7일 영성체를 위해 나온 소피아와 남편 윌리엄슨에게 영성체를 하지 않음으로써 공개적인 굴욕을 주었다. 이 일은 큰 파장을 주었는데, 소피아가 치안장관 코스턴의 조카였기 때문에 일은 더욱 일파만파로 커졌다. 코스턴은 웨슬리가 개인적인 앙심을 품고 소피아에게 성찬 분급을 거부한 것이라는 소문을 퍼뜨렸고, 즉시 26명으로 구성된 배심원단이 구성되었으며, 웨슬리에게 10개의 고소장이 접수되었다. 이에 웨슬리는 서배너에서의 선교가 사실상 끝났음을 직감하고 12월 2일 도망치듯이 조지아를 떠났다. 결국 1년 9개월에 걸친 조지아 선교는 실패로 끝나고 말았다.

#### 영국으로 돌아오다
영국으로 돌아오는 배 위에서 웨슬리는 또 다시 풍랑을 만나 죽음의 공포에 떨었다. 이때의 심경을 웨슬리는 다음과 같이 기록하였다.
"나는 인디언들을 구원하기 위해 아메리카로 갔다. 그러나 오! 나는 누가 구원할 것인가? 이 불신앙의 악한 마음에서 나를 건져줄 자는 누구인가? 나는 맑은 여름 종교를 갖고 있다. 나는 위험이 없을 때에는 나 자신을 믿는다. 그러나 죽음의 위험이 가까이 올 때에는 나의 마음은 공포에 빠진다. 오호라! 누가 나를 이 죽음의 공포에서 구원할 것인가?"

### 올더스게이트 회심

#### 모라비안 페터 뵐러 목사와의 만남.
웨슬리는 1738년 2월 1일 우울한 모습으로 딜(Deal) 항구에 도착했다. 3일 후 웨슬리는 런던으로 가 오글소프와 조지아 이사들을 만나 사유서를 제출하고 선교사 임명장을 반환하였다. 갈 곳도 없던 웨슬리는 동생 찰스의 친구인 제임스 허턴(James Hutton)의 집에서 신세를 졌다. 허턴은 웨스트민스터 학교 근처에서 책방과 하숙집을 경영하고 있었는데, 웨슬리는 그곳에서 막 독일에서 온 모라비아 목사 피터 뵐러(Peter Boehler)를 만났다. 피터 뵐러는 웨슬리보다 9년 늦은 1712년 프랑크푸르트에서 태어나 예나(Jena) 대학교를 졸업했고, 친첸도르프(Zinzendorf) 백작 밑에서 신앙 지도를 받은 후 헤른후트(Hernhut) 형제단에 가입했다. 영국과 아메리카에서는 선교사로 활동했다. 웨슬리는 뵐러와 급속도로 친해졌으며, 뵐러와 긴 대화를 나누었다. 하지만 웨슬리는 뵐러가 하는 말을 온전히 이해하지 못했다.

#### 믿음에 의지하다
뵐러는 웨슬리에게 "내 형제여, 내 형제여, 당신은 당신의 철학을 깨끗이 버려야 합니다(Mi frater, mi frater, excoquenda est ista tua philosophia)."라고 말했다. 웨슬리는 이 말을 이해할 수 없었다. 3월 5일 웨슬리는 병 중에 있던 동생 찰스를 보기 위해 옥스퍼드에 갔고 거기서 뵐러를 다시 만났다. 뵐러와의 대화 중에 웨슬리는 '우리에게 유일하게 구원을 가져오는 믿음(saving faith)'이 부족하다는 것을 분명히 알게 되었다. 뵐러는 대화를 거듭하며 웨슬리에게 성서로 돌아갈 것과 구원에 이르는 믿음을 소유해야 한다고 강조했다. 이것은 마르틴 루터의 '오직 믿음'의 교리(이신칭의)를 이야기한 것이었다. 웨슬리는 이 믿음을 어떻게 얻을 수 있냐고 묻자 뵐러는 회개하고 그 믿음 얻기를 구하라고 했다. 그리고 그 믿음은 어느 한 순간에 주어지는 것으로서 전적으로 하나님께서 값없이 주시는 선물이라고 하였다. 뵐러와의 대화 끝에 자신이 갖지도 못한 신앙에 대해 설교를 그만해야 하지 않나 번민하는 웨슬리에게 뵐러는 "믿음을 얻을 때까지 믿음에 대하여 설교하시오. 그리고 그 믿음을 얻게 되면 그 얻은 믿음을 가지고 설교하시오."라고 말해주었다. 다음날인 3월 6일부터 웨슬리는 뵐러의 권고에 따라 믿음에 대한 설교를 시작했다.

#### 신약성서를 연구하다
3월 말에 피터 뵐러는 웨슬리에게 경건주의적 전통의 방식으로 구원을 가져다 주는 믿음의 본성을 설명해 주었다. 믿음의 본성은 거룩함(죄로부터의 자유)과 행복(용서받았다는 자각에서 오는 평화와 기쁨)으로 열매 맺는 것이며 거룩함과 행복은 불가분의 관계이다. 즉 뵐러는 구원을 가져다주는 믿음을, 칭의-법적인 변화와 연결시킬 뿐 아니라 중생-참여적 변화와도 연결시킨 것이다. 웨슬리는 뵐러의 말이 맞는지 살피기 위해 그리스어 신약성서를 연구하였다. 그 결과 웨슬리는 4월 말에 뵐러를 다시 만났을 때는 뵐러가 설명한 믿음의 본성에 대해 동의할 수 있었으며, 여러 간증을 듣고 "즉각적인 회심"에 대해서도 동의하였다. 그리고 웨슬리는 "이제 나의 논쟁은 끝났다. 주여! 믿음 없는 저를 도와주소서!"라고 울부짖었다.

#### 성공회 교회와의 갈등
5월 1일 웨슬리는 뵐러의 충고에 따라 다른 영국 성공회 성직자들과 함께 "우리의 작은 신도회"를 설립하였고, 이것은 후에 "페터레인(Fetter Lane) 신도회로 발전했다. 5월 4일에는 뵐러가 아메리카로 떠났고, 웨슬리는 뵐러의 권고대로 계속 자신의 부족한 믿음에 대해 설교하였고, 영국 성공회의 전례와 다른 자유로운 기도를 하기 시작했다. 그러자 다른 영국 성공회 사제들이 웨슬리의 이러한 행보에 당황하기 시작했고, 웨슬리가 광신주의에 사로잡혔다고 비판하기 시작했다.

#### 찰스 웨슬리
존 웨슬리가 구원에 이르는 믿음을 얻기 위해 고군분투하던 중, 동생 찰스 웨슬리도 병석에서나마 같은 확신을 얻기 갈망하고 있었다. 찰스도 뵐러와의 깊은 대화를 통해 구원에 이르는 믿음을 얻어야 한다고 깊게 소망하였다. 찰스는 5월 말 루터의 "갈라이다서 주석"을 읽기 시작하면서 당혹감을 일기에 기록하였다. "우리의 교회가 오직 믿음에 의한 칭의와 같이 이렇게 중요한 교리에 기초하고 있다고 누가 믿을 것인가? 특별히 우리의 강령과 설교가 폐기되지 않고 중심 가르침이 없어지지 않은 상태에서, 믿음에 의한 칭의 교리를 새로운 교리라고 생각해야 한다는 것은 놀라운 일이 아닌가?" 찰스는 머물고 있던 집의 주인인 존 브레이(John Bray)가 학문이 없는 임금 노동자였음에도 예수 그리스도만 알고 그리스도를 아는 지식으로 모든 것을 분별하며, 그 가족도 신앙 안에서 감사와 평화, 기쁨이 넘치는 모습을 보고 감동을 받았다. 5월 21일 오전 9시, 찰스는 존 웨슬리와 친구들의 방문을 받고 기도와 찬양을 하였다. 9시 30분쯤 되어서 홀로 남아 더욱 더 간절히 기도하다가 잠이 들었다. 잠결에 찰스는 누군가 방으로 들어오는 소리를 들었고 조용하지만 아주 분명한 음성을 들었다. "나사렛 예수의 이름으로 일어나 믿으라. 그리하면 네 모든 병이 나음을 얻으리라." 찰스는 이 음성이 브레이의 누이 무스그레이브(Musgrave) 부인이 말한 것으로 생각하였지만 사실은 그 이전부터 찰스를 간호하고 신앙적인 권고를 해온 터너(Turner) 부인의 목소리였다. 찰스는 무스그레이브를 불러달라고 터너 부인에게 이야기했고, 터너 부인이 내려간 사이 "이상한 마음의 떨림"을 경험하였다. 그리고는 "내가 믿습니다. 내가 믿습니다."라고 고백하며 중생의 은혜를 체험하였고 병도 나았다. 다음날 동생이 중생의 은혜를 체험했다는 소식을 듣고 웨슬리는 찰스를 방문하였고, 찰스는 형도 같은 은혜를 체험하도록 간절히 기도해주었다.

#### 저녁기도, 루터의 로마서 주석
1738년 5월 24일, 이른 아침 존 웨슬리는 성서를 묵상하는 중에 성서 구절 하나를 우연히 읽게 되었다. "이로써 그 보배롭고 지극히 큰 약속을 우리에게 주사 이 약속으로 말미암아 너희로 정욕을 인하여 세상에서 썩어질 것을 피하여 신의 성품에 참예하는 자가 되게 하려 하셨으니(베드로후서 1:4)" 이 날 오후 웨슬리는 세인트 폴 교회에서 있었던 저녁 기도회에 참석하였다. 이때 찬양대는 푸셀의 "오! 깊은 곳으로부터 주님께 나아갑니다(Out of the deep have I called unto thee, O Lord)"를 불렀다. 이 곡은 마음의 고뇌와 거룩한 열망에 휩싸여 있던 웨슬리의 영적 상태를 잘 표현하고 있는 것이었다. 저녁이 되자 웨슬리는 별로 내키지는 않았지만 올더스게이트 거리(Aldersgate Street)의 네틀턴 코트(Nettleton Court)에서 모이는 모라비아 교도의 기도회에 가기 위해 저녁 기도회에서 빠져 나와 성서를 펴니 "네게 하나님의 나라가 멀지 않도다"라는 구절이 눈에 들어왔다. 기도회 장소에 도착한 웨슬리는 뒷자리에 앉아서 한 사람이 루터의 로마서 서문을 읽는 것을 들었다.
"그러므로 믿음만이 우리를 의롭게 하며 성령으로 외적인 선한 사역을 기뻐한다면, 불신앙은 창세기 3장에 나오는 대로 낙원에서 아담과 하와에게 그랬듯이 죄를 짓게 하고 육체를 낳으며, 외적인 악한 사역을 기뻐한다. 그러므로 그리스도께서는 요한복음 16장 8-9절에 "그분이 오시면 죄와 의와 심판에 대하여 세상이 잘못 생각하고 있는 점을 깨우쳐 주실 것이다. 죄에 대하여라고 한 것은 사람들이 나를 믿지 않기 때문이다."라고 하였다. ...불신앙은 모든 죄의 뿌리요, 수액이며, 최고의 기도이다. 그러나 믿음은 우리를 변화시켜 하나님의 자녀로 새롭게 태어나게 하는 우리 안에 일어나는 하나님의 역사이다."
8시 45분, 마지막 구절을 읽는 소리를 듣는 순간 웨슬리는 마음이 따듯해지는 경험을 하였다. 존 웨슬리가 중생의 은혜를 체험하고 회심한 것이다. 웨슬리는 이날 저녁에 일어난 일을 다음과 같이 일기에 썼다.
"저녁에 나는 별로 내키지 않는 걸음으로 올더스게이트 거리에 있는 한 신도회에 참석하였는데 거기에서 한 사람이 루터의 로마서 서문을 읽고 있었다. 8시 45분 경에 그 사람이 그리스도 안에 있는 믿음을 통해 하나님께서 마음에 변화를 일으키시는 일을 설명하고 있었다. 그때 나는 내 마음이 이상하게 따듯해지는 것을 느꼈다(I felt my heart strangly warmed). 나는 내가 그리스도를 신뢰하고 있으며, 구원을 위해 그리스도만을 믿고 있음과, 내 죄를 아니 내 죄까지를 다 거두어 가시고 나를 죄와 죽음의 법에서 구원하셨다는 확신을 얻었다."
웨슬리는 곧 마음에서 경험한 것을 거기 있는 사람들에게 간증하였고 밤 10시쯤 되어서는 신도회 회원들과 함께 동생 찰스에게로 가 이 기쁨을 나눴다.

### 감리교회에서의 활동과 별세
복음주의 운동에 대한 영국성공회의 제제와 직무파면으로 성공회 소속 교회에서 목회를 할 수 없게 되자, 존 웨슬리는 그 자신이 이룬 영국내 복음주의 운동이었던 감리교회에서 활동하였다. 그는 감리교회가 영국내에서 활동하고, 기독교 윤리적으로 무기력하던 영국성공회 내부에서 복음주의적 변혁의 힘이 되길 바랐다. 그래서 그는 감리회의 대표이며 대표 성직자인 동시에 직무를 박탈 당했어도 파면된 영국성공회 성직자의 자격은 남았다. 존 웨슬리 자신도 스스로를 성공회 사제라고 생각하였다. 1791년 3월 2일 친지들에게 "평안히 계십시오."라는 유언을 남기고 88세를 일기로 별세했다.

## 영향
존 웨슬리를 중심으로 한 복음주의(Evangelical) 운동은 개인적 복음과 사회적 복음의 입장을 지닌 감리교회로 발전하였고, 국가교회인 영국국교회로만 안주하는 것에 반대하는 복음주의적 생명력을 심으며, 잉글랜드 성공회가 현재의 성공회로 발전하는데 영향을 끼쳤다. 이러한 존 웨슬리의 복음주의 운동은 교회의 전통, 예전, 성사를 중요하게 생각한 옥스퍼드 운동(Oxford Movement)과 함께 영국신학의 전통으로 존중되고 있다. 전자는 저교회파(Low Church), 후자는 고교회파(High Church)로 불리기도 하였다.

### 웨슬리에게 영향을 준 인물과 서적들
웨슬리는 다양한 인물에게서 영향을 받았다. 그 중에 토마스 아 켐피스의 <그리스도를 본받아>는 그의 종교적 열심을 증진시키는 데 공헌했으며 윌리엄 로우의 <경건한 삶을 위한 엄숙한 부르심>과 <그리스도인의 완전함>은 그의 성화론에도 영향을 미쳤다.

## 존 웨슬리의 신학
존 웨슬리의 신학은 당시 교리 중심의 사상적 신학에 대비하여 당시로서는 획기적인 "실천중심"의 신학을 전개하였다. 교리를 선택하는 문제로서 신앙이 아니라 "성화" 즉 "거룩한 삶을 살아가기"에 견주어 오로지 믿음으로만 가능하다고 설명했다. 특히 은총과 사랑은 웨슬리의 중요한 신학적 주제이며, 신학이 추구해야 할 하나님 안에서 거룩한 삶의 기준이 되며 최종적 칭의를 향한 능력으로 보았다. 이는 개신교의 교리를 형성했던 칼빈주의나 루터주의, 경건주의 등과 구별되는 신학적 방법론이었다.

### 실천신학적 접근
웨슬리의 신학적 접근은 교부신학자와 같이 성서에 기초하여 성서의 진리를 실현하며 전인적으로 가난한 사람들을 섬기는 일에 주목하는 실천적 신학을 전개하고자 하였다. 그에게 성서의 진리를 실현하는 신학은 세상을 낙관론이나 비관론적 입장이 아니라 양쪽의 긴장을 지닌 중도적 대안 또는 제3의 과정적 대안을 제시해야 한다고 보았다. 이 제3의 방법의 현실적 표상은 율법과 복음, 은총과 행위, 사랑 받음의 은총과 힘 입음의 은총, 칭의와 성화, 순간과 과정, 은총의 보편성과 은총의 제한적 실현, 하나님의 주도권과 인간의 응답, 최초 칭의와 최종 칭의와 같은 긴장 속의 주제에 대한 대안과 방법을 제시하며 나타났다. 이 신학의 주제들은 은총의 개념으로 초점이 맞춰진다.

### 은총의 실천
은총의 개념은 초기 교부들과 고전 공의회의 신학을 뛰어넘어 결정적인 체험의 순간을 시작으로 은혜 위에 은혜를 더하는 발전의 과정을 수반한다고 보았다. 기독교인의 '삶'이란 구원을 주는 은총의 실천 속에서 일관되게 매일 성장을 가져오며, '의'도 내주하는 하나님의 성령을 통해 점차 자란다고 보았다. 이를 위한 실천적 은총의 수단은 일반 수단과 특별 수단으로 구분하였다. 하나님의 여정 속에 있는 일반적 은총의 수단인 자신의 삶을 돌아보며 십자가를 지고 하나님을 깨달아가는 보편적 순종이고, 특별한 은총의 수단은 제도적 은총의 수단과 상황적 은총의 수단으로 구분하였다.

### 제도적 은총 수단: 성경과 전통
제도적 은총의 수단은 대부분의 신자가 생각하는 신앙공동체 안에서의 경건한 행위들이다. 그러나 경건의 모양만이 아니라 능력을 경험하는 체험도 존중하였다. 공중예배와 성경읽기, 성찬 참여, 가족기도, 개인기도, 성경공부, 속회와 금식과 절식이 제도적 은총의 수단이며 이들을 습관적으로 실천하고 그 안에서 영혼의 체험을 해야 한다고 보았다. 이 중 특히 성례전인 성찬은 아우구스티누스의 구분을 따라 내적인 은총에 대한 외적인 징표이고 이로서 우리가 내적인 은총을 받는 수단이라고 강조하였다. 그가 보았던 성찬은 기존의 성례전시각인 루터주의와 칼빈주의, 츠빙글리주의와 차이를 둔다. 그리스도의 죽으심에 대한 엄숙한 기념으로 이 기념인 온전한 기억과 참여를 통해 하나님의 몸의 현전이 아니라 실재적인 영적 현존이 있다고 구분하였고, 성례전을 통해 칭의와 성화의 현재적 구원 은총인 하나님의 사랑이 다시금 나타난다고 설명하였다. 성례전으로 세례에 대해서도 그리스도 안에서 주님을 구세주로 믿음으로 믿고 행하여 하나님께 의롭다고 인정받는다는 칭의(稱義)론을 기독교인이 성령에 의해 거룩한 사람으로 자라가기 위한 전제로 보았다. 세례는 기독교인이 되는 첫단계이나 완전한 단계는 아니며, 죄를 짓는 과정 속에서 세례로 받은 주님의 자녀로 온전히 새롭고 깨끗하게 될 수 없기에 체험적인 온전한 마음의 변화와 경건한 성화의 삶이 따라야 한다고 밝혔다. 세례와 거듭남을 구분하였으므로 성인의 세례와 유아 세례를 묶어서 생각하였다.

### 상황적 은총의 수단: 이성과 경험
상황적 은총의 수단은 제도적 은총의 수단을 초월하는 성령의 인도로 은총 안에서 자라 가도록 하는 이성과 경험에 기초한 수단을 구분하였다. 선행 은총을 통해 생긴 도덕법은 신앙인의 양심과 상황에 맞춰 생각하도록 하였으나 상황적인 대응이 아니라 하나님, 그리스도론과 밀접한 도덕법으로서 윤리적 기준을 의미한다.

## 관련저서

### 번역된 저서 중 1차 문헌
- 그리스도인의 완전 (이후정 옮김, 감리교신학대학교 출판부)

## 같이 보기
- 감리교
- 찰스 웨슬리
- 영국국교회
- 저교회파
- 옥스퍼드 운동